# باتری خودرو

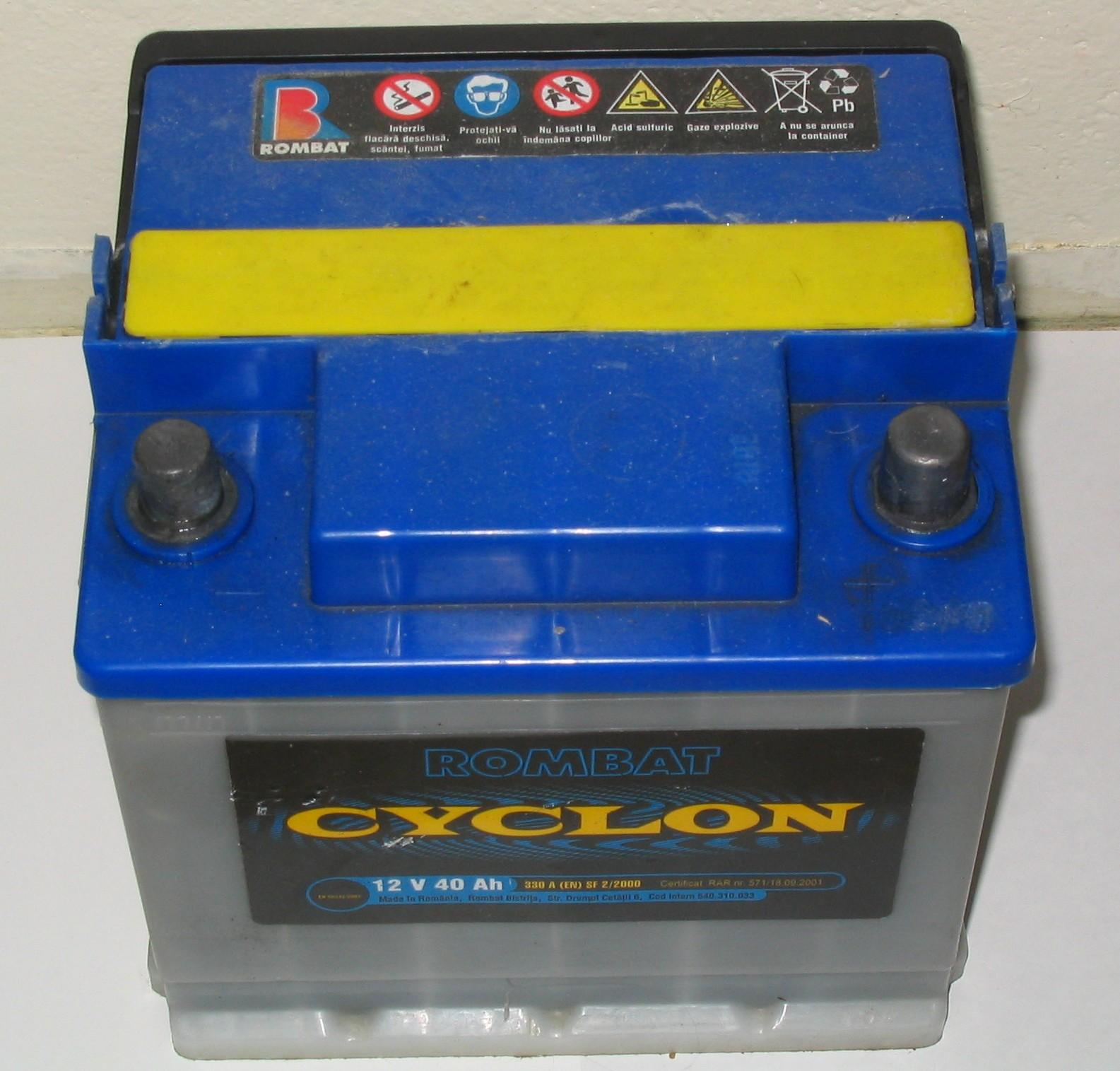
نمونه‌ای از یک باتری اسیدی ۱۲ ولتی

باتری خودرو گونه‌ای از باتری‌های قابل شارژ هستند که بیشتر از گونه اسید-سرب می‌باشند و جهت استارت زدن، روشنایی و تأمین برق دیگر لوازم الکتریکی خودروها از آن استفاده می‌شود. البته امروزه به دلیل مشکلات باتری‌های نوعِ تَر از جمله خطرات ناشی از اسید باتری، استفاده از نوع خشک این نوع باتری‌ها در حال گسترش است. باتری‌های خودروهای سواری و وانت بارها معمولاً از نوع ۱۲ ولتی و خودروهای سنگین و دیزلی از نوع ۲۴ ولتی هستند.

## دلایل خرابی باتری خودروها
تاکنون برای شما پیش آمده که حین رانندگی ناگهان خودروی شما خاموش شود و هرچه استارت می‌زنید، خودرو روشن نشود؟ به نشانگر سوخت خودرو نگاه می‌کنید که نشان از کافی بودن بنزین در باک خودرو دارد. با این وجود هر چه کلید خودرو را در سوییچ می‌چرخانید، هیچ صدایی مبنی بر احتراق در موتور خودرو شنیده نمی‌شود. در این حالت اولین فکری که به ذهن هر متخصص خودرویی خطور می‌کند، خرابی باتری است.
این اشکال به سامانه مولد و آلترناتور ( که به اشتباه دینام گفته میشود) بر میگردد.
باتری، یکی از قطعاتی است که توجه زیادی را از سوی راننده می‌طلبد؛ زیرا سلامت قطعات برقی خودرو در گرو این قطعه است، قطعه‌ای که وظیفه تامین برق خودرو را بر عهده دارد، بنابراین نگهداری از آن می‌تواند بر عمر این قطعه بیفزاید و شما را از دردسر در راه ماندن حفظ کند.بنا به گفته کارشناسان، باتری یکی از قطعاتی است که در آن بر اثر فعل و انفعالات شیمیایی، انرژی الکتریکی ذخیره می‌شود تا در صورت نیاز قابل استفاده باشد. بنابراین یکی از علائم خرابی باتری این است که هنگام استارت زدن، باتری نتواند استارت را به حرکت در آورد. علامت دیگر کم شدن پی‌در‌پی آب خانه‌های باتری است.
نشانه سوم هم شیرین شدن آب باتری است که در صورت کنترل این سه موضوع می‌توانید از عمر باتری خود آگاه شوید. کارشناسان یک راه نیز برای آزمایش باتری پیشنهاد می‌کنند، اینکه درب خانه‌های باتری را باز کنید و به‌وسیله سیم نسبتا ضخیم دو قطب باتری را به هم وصل کنید، اگر آب داخل هر یک از خانه‌های باتری جوشید و غلیان کرد آن خانه باتری خراب است و باید صفحات داخل آن خانه عوض شود و چون این کار (تعویض صفحات) به‌طور اصولی انجام نمی‌شود، بهتر است باتری خودرو عوض شود.
موضوع مهم دیگر تشخیص نوع باتری خودرو است. آنگونه که کارشناسان می‌گویند، دو نوع باتری برای خودروها وجود دارد، باتری‌های «تر» یا باتری‌های اسیدی که در دسته باتری‌های قدیمی قرار می‌گیرند و باتری‌های اتمی یا باتری‌های پیل‌خشک که امروزه بیشتر استفاده می‌شوند. از راه‌های تشخیص خرابی در باتری اتمی را چراغ هشداری است که در صفحه پشت فرمان تعبیه شده است. درصورتی‌که رنگ سبز این چراغ خاموش شده باشد، یعنی عمر باتری شما رو به اتمام است. باتری‌‌های اسیدی نیز که درونش صفحه‌های سربی وجود دارد چون به مرور زمان دچار خوردگی می‌شوند؛ بنابراین باتری متورم و دچار زنگ‌زدگی می‌شود و این موضوع نشان‌دهنده خراب شدن باتری خودرو است.
اما برای تشخیص سلامت باتری خودرو در نوع تر آن، می‌توانید سطح الکترولیت یا آب باتری را کنترل کنید. میزان آب باتری موجود در محفظه باتری باید 10 تا 15 میلیمتر بالاتر از صفحات سربی آن باشد، در غیر این صورت نیاز به رسیدگی دارد. نکته مهم دیگر اینکه همیشه به چکه‌های زیر خودرو توجه کنید، زیرا ممکن است این چکه‌ها مربوط به باتری خودروی شما باشد که در این صورت نشان از نشتی باتری خودرو دارد. این قطره‌های اسیدی می‌تواند قطعات خودرو را دچار خوردگی و به آنها آسیب‌های فراوانی وارد کند. نکته مهم دیگر در باتری‌های «تر»،این است که اگر باتری به آب احتیاج دارد حتما به آنقداری گریس بر روی آن بمالید.